# Heinz Rosenberg
Heinz Ludwig Rosenberg, später Henry Robertson (* 15. September 1921 in Göttingen; † 13. August 1997 in New York) war ein deutscher Kaufmann und Überlebender des Holocaust.

## Leben und Wirken
Die Vorfahren Heinz Rosenbergs galten in Göttingen als angesehene jüdische Bürger. Der Vater Fritz (1881–1943) leitete gemeinsam mit seinen Brüdern die Leinenweberei S. & A. Rosenberg. Die Göttinger Industrie- und Handelskammer, die Stadtverwaltung und die NSDAP begannen unmittelbar nach der Machtergreifung, die Familie Rosenberg aus dem Unternehmen zu drängen, und bedrohten Fritz Rosenberg Anfang Mai 1933 stark. Anfang 1936 hatten die Rosenbergs alle Anteile am Unternehmen verloren.
Fritz Rosenberg ging aufgrund der Übergriffe nach Hamburg, woher seine Ehefrau Else, geborene Herz, stammte. Eine Wohnung fand die Familie in der Hansastraße 40. Heinz Rosenberg besuchte bis 1937 eine Oberrealschule in Eimsbüttel. Als Jude musste er die Schule ohne Abschluss zugunsten deutscher Schüler verlassen. Er absolvierte eine Berufsausbildung bei der Ex- und Importfirma Arndt & Co. Die Eltern versuchten, mit der gesamten Familie das Deutsche Reich zu verlassen, scheiterten jedoch.
Nach Ende der Ausbildung musste Heinz Rosenberg ab 1939 in einem Arbeitslager für Juden nahe Buxtehude arbeiten. Hier verlegte er, kontrolliert von der Gestapo und der SS, Drainagen. Ein halbes Jahr später kam er gesundheitlich stark beeinträchtigt nach Hamburg zurück. Um zum Lebensunterhalt der Familie beitragen zu können, arbeitete er als Lagerist in der Saftfabrik Vitaborn.
Am 7. November 1941 wiesen die Nationalsozialisten die Deportation der Familie Rosenberg an. Einen Tag später mussten Heinz Rosenberg und seine in Rumänien geborene Freundin Erika Hirschhorn Hamburg verlassen. Sie wurden begleitet von den Eltern und Heinz Rosenbergs Schwester Irmgard. Nur der Bruder Curt konnte nach der Verhaftung während der Pogromnacht und anschließender Haft in einem Konzentrationslager nach England emigrieren. Im Ghetto Minsk lebte die Familie Rosenberg in einem speziellen Bezirk und musste Zwangsarbeit in Sonderkommandos verrichten. Heinz Rosenberg heiratete hier im September 1942 seine Freundin.
Gemeinsam mit anderen arbeitsfähigen Männern musste Rosenberg das Ghetto 1943 verlassen, um Zwangsarbeit zu leisten. Seine Eltern, die Schwester und die Ehefrau starben bei der Auflösung des Ghettos. Heinz Rosenberg verbrachte die Zeit bis Kriegsende in insgesamt zwölf Konzentrationslagern. Bei Kriegsende befand er sich stark unterernährt und an Typhus erkrankt im April 1945 im KZ Bergen-Belsen. Mit einem Krankentransport erreichte er nach der Befreiung des Lagers Schweden, wo er begann, seine Erinnerungen an die Erlebnisse zu notieren. Später emigrierte er in die USA, wo er 1983 eine neue, englischsprachige Version schrieb, die er im Selbstverlag herausgab. 1985 publizierte der Steidl Verlag die deutsche Übersetzung mit dem Titel „Jahre des Schreckens... und ich blieb übrig, das ich Dir's ansage“.
In Göttingen finden heute Mahnwachen und Gedenkstunden zu Ehren der Familie statt. Auf einer als Eintrittskarte des United States Holocaust Memorial Museum dienenden „Identification Card“ ist der Lebenslauf Heinz Rosenbergs kurz beschrieben.